# Французские владения на острове Святой Елены
Французские владения на острове Святой Елены (фр. Domaines français de Sainte-Hélène; англ. French domains of Saint Helena) — французские владения на британском острове Святой Елены. Этот скалистый остров вулканического происхождения расположен в Атлантическом океане в 1800 км к западу от Африки и является частью заморского владения Великобритании Острова Святой Елены, Вознесения и Тристан-да-Кунья (таким образом, остров принадлежит Великобритании, но не является её частью). Остров широко известен благодаря Наполеону Бонапарту, который провёл там в изгнании свои последние годы (1815—1821). В состав территорий входят дома, где жил император (дом Брайрс, Лонгвуд-Хаус) и долина Могилы, где в мае 1821 года он был похоронен. 

## История
Так как Наполеон Буонапарте сдался правительству этой страны, министры Его Величества, сознающие важность должного содержания в заключении человека, чьи действия оказались гибельными для мира, сочли остров Святой Елены в высшей степени подходящим для организации его заточения и предложили нам поселить его там, создав соответствующую обстоятельствам систему управления и надзора.
22 июня 1815 года император Наполеон второй раз отрёкся от престола. 25 июня он был вынужден уехать из Франции и 15 июля добровольно сел на английский линейный корабль HMS Bellerophon, рассчитывая получить политическое убежище у своих давних врагов — англичан. По решению британского кабинета министров он стал пленником и был отправлен на остров Святой Елены в Атлантическом океане, который выбрали из-за удалённости от Европы, опасаясь его повторного побега из ссылки. Для отправки в ссылку Наполеон был переведён с Bellerophon на HMS Northumberland, который 9 августа 1815 года отплыл из Европы. 14 октября корабль прибыл к острову, а через три дня Наполеон со своей свитой высадился в городе — административном центре колонии. 
Первоначально французы разместились в скверной двухэтажной гостинице (скорее таверне) «Портес Хаус» и стали подыскивать подходящее жилище. На период реконструкции Лонгвуд-Хауса, который был выбран в качестве резиденции ссыльного императора, он и его окружение переселились в небольшой летний домик «Брайрс» (букв. — шиповник), принадлежащий семье английского торговца, интенданта Ост-Индской компании Уильяма Балкомба, который стал поставщиком для Наполеона. Его 14-летняя дочь Элизабет Люсия Балкомб (известная как Бетси Балкомб) была единственным членом семьи, которая говорила по-французски, и стала семейным переводчиком.  
Лонгвуд-Хаус изначально был фермой, принадлежавшей Ост-Индской компании, и впоследствии был передан в качестве загородной резиденции лейтенант-губернатора. В 1815 году он был переоборудован для проживания там «генерала и его семьи», как называли их местные жители. После смерти Наполеона Лонгвуд-Хаус был возвращён Ост-Индской компании, а затем Великобритании, и использовался в сельскохозяйственных целях. В частности, в гостиной, где умер император, работала маслобойка, а в другой спальне был размещён загон для овец. Долина Могилы, находившаяся в частной собственности, стала достопримечательностью и за посещение этого места хозяева взимали по три шиллинга, однако со временем доходы стали падать. 
Сообщения о плачевном состоянии последней резиденции императора дошли до Наполеона III, который с 1854 года вёл переговоры с британским правительством о её передаче Франции. В 1858 году он был продан французскому правительству вместе с Долиной Могилы за 7100 фунтов стерлингов. С тех пор эти объекты находились под управлением Министерства иностранных дел Франции, и на острове постоянно проживал представитель правительства Франции, который отвечал за управление обоими объектами. В 1959 году французскому правительству был передан летний домик Брайрс — это был дар Мейбл Брукс, являющаяся внучатой племянницей Бетси Балкомб.

## Список хранителей владений
- Готье де Ружмон (Gauthier de Rougemont) — 1858—1867 годы.
- Жан-Клод Марешаль (Jean-Claude Mareschal) — 1867—1877 годы.
- Люсьен Морийо (Lucien Morilleau) — 1877—1907 годы[8].
- Анри Роже (Henri Roger) — 1907—1917 годы[8].
- Жорж Колин (Georges Colin) — 1917— 1945 годы.
- Жорж Пежо (Georges Peugeot) — 1945—1956 годы.
- Стивен Стронг (Steven Strong) — 1956—1960 годы.
- Жильбер Мартино (Gilbert Martineau) — 1957—1987 годы[9].
- Мишель Декуэн-Мартино (Michel Dancoisne-Martineau) — 1987— настоящее время[10][11].